# Quinto Rosso
Quinto Angelo Maria Rosso (Genova, 3 ottobre 1905 – Genova, 23 ottobre 1981) è stato un calciatore italiano, di ruolo attaccante.

## Carriera
Cresciuto in piccoli club del genovesato, Rosso compie la sua prima esperienza nel grande calcio con la Lazio nella stagione 1925-1926, dove con i biancocelesti si classifica al terzo posto del campionato laziale.
Nel 1926 torna a Genova, tra le file del Genoa, per disputare il campionato di Divisione Nazionale 1926-1927, nel quale i rossoblù chiudono al quarto posto il girone finale. L'esordio stagionale in rossoblù avviene il 3 ottobre 1926, nella vittoria casalinga contro il Brescia, partita nella quale segna anche un gol.
Con il Genoa, che nel frattempo cambia denominazione in Genova 1893, disputa altri quattro campionati, compresi i primi due di Serie A a girone unico, senza trovare un posto fisso in squadra, totalizzando altre 20 presenze e 8 reti complessive.
Sempre con i rossoblù gioca inoltre un match nella Coppa dell'Europa Centrale 1930 il 3 settembre 1930 a Vienna contro il Rapid Wien, incontro che termina 6 a 1 per gli austriaci.
In carriera ha disputato 5 incontri nella Serie A a girone unico, realizzando la rete della vittoria esterna del Genova 1893 sull'Alessandria l'8 marzo 1931.
Dopo l'esperienza a Genova gioca in vari club minori liguri, come la Ventimigliese e l'Andrea Doria di Genova.
Conclude la propria carriera agonistica all'Andrea Doria nel 1937.